# Jefferson Caicedo
Jefferson Steven Caicedo Figueroa (Guayaquil, Ecuador; 5 de diciembre de 1994) es un futbolista ecuatoriano. Juega como centrocampista y su equipo actual es Técnico Universitario de la Serie A de Ecuador.

## Trayectoria

### Inicios
Se inició jugando para la sub-14 de Emelec, posteriormente pasa por los clubes Asociación Deportiva Naval (donde logra debutar), Ferroviarios, Fedeguayas, Municipal Cañar, Guayaquil Sport y Galácticos de Manabí.

### Colón F. C.
En el 2017 pasa a jugar al Colón Fútbol Club; equipo que en esa temporada disputaba la Serie B y con el cual tuvo un total de 17 encuentros disputados. 

### Técnico Universitario
En el 2018 pasa a las reservas de Técnico Universitario y a mediados de ese mismo año debuta con el equipo de primera, logrando en aquella temporada marcar 4 goles en 38 partidos jugados. 
El 14 de abril de 2019 marcó un gol en la victoria de su equipo 3-2 ante al América de Quito y otro el 15 de mayo en la victoria 3-4 ante el Mushuc Runa, ambos partidos válidos por el Campeonato Ecuatoriano 2019.

### Emelec
En noviembre de 2019 firma un contrato con el Emelec por cuatro temporadas; convirtiéndose de esta manera en el primer refuerzo eléctrico para el 2020.

## Estadísticas

### Clubes
Actualizado al último partido disputado el 16 de mayo de 2025.
| Club                            | Div.          | Temporada     | Liga  | Liga  | Copas nacionales | Copas nacionales | Copas internacionales | Copas internacionales | Total | Total |
| Club                            | Div.          | Temporada     | Part. | Goles | Part.            | Goles            | Part.                 | Goles                 | Part. | Goles |
| ------------------------------- | ------------- | ------------- | ----- | ----- | ---------------- | ---------------- | --------------------- | --------------------- | ----- | ----- |
| A. D. Naval · Ecuador           | 3.ª           | 2011          | 8     | 1     | —                | —                | —                     | —                     | 8     | 1     |
| A. D. Naval · Ecuador           | Total club    | Total club    | 8     | 1     | 0                | 0                | 0                     | 0                     | 8     | 1     |
| Ferroviarios · Ecuador          | 2.ª           | 2012          | 0     | 0     | —                | —                | —                     | —                     | 0     | 0     |
| Ferroviarios · Ecuador          | 2.ª           | 2013          | 3     | 0     | —                | —                | —                     | —                     | 3     | 0     |
| Ferroviarios · Ecuador          | Total club    | Total club    | 3     | 0     | 0                | 0                | 0                     | 0                     | 3     | 0     |
| Fedeguayas · Ecuador            | 3.ª           | 2014          | 2     | 0     | —                | —                | —                     | —                     | 2     | 0     |
| Fedeguayas · Ecuador            | Total club    | Total club    | 2     | 0     | 0                | 0                | 0                     | 0                     | 2     | 0     |
| Municipal Cañar · Ecuador       | 3.ª           | 2015          | 10    | 2     | —                | —                | —                     | —                     | 10    | 2     |
| Municipal Cañar · Ecuador       | Total club    | Total club    | 10    | 2     | 0                | 0                | 0                     | 0                     | 10    | 2     |
| Guayaquil Sport · Ecuador       | 3.ª           | 2016          | 10    | 2     | —                | —                | —                     | —                     | 10    | 2     |
| Guayaquil Sport · Ecuador       | Total club    | Total club    | 10    | 2     | 0                | 0                | 0                     | 0                     | 10    | 2     |
| Galácticos F. C. · Ecuador      | 3.ª           | 2017          | 1     | 0     | —                | —                | —                     | —                     | 1     | 0     |
| Galácticos F. C. · Ecuador      | Total club    | Total club    | 1     | 0     | 0                | 0                | 0                     | 0                     | 1     | 0     |
| Colón F. C. · Ecuador           | 2.ª           | 2017          | 17    | 0     | —                | —                | —                     | —                     | 17    | 0     |
| Colón F. C. · Ecuador           | Total club    | Total club    | 17    | 0     | 0                | 0                | 0                     | 0                     | 17    | 0     |
| Técnico Universitario · Ecuador | 1.ª           | 2018          | 38    | 4     | —                | —                | —                     | —                     | 38    | 4     |
| Técnico Universitario · Ecuador | 1.ª           | 2019          | 29    | 4     | 6                | 1                | —                     | —                     | 35    | 5     |
| Emelec · Ecuador                | 1.ª           | 2020          | 0     | 0     | —                | —                | 1                     | 0                     | 1     | 0     |
| Emelec · Ecuador                | 1.ª           | 2021          | 19    | 0     | 1                | 0                | 3                     | 0                     | 23    | 0     |
| Emelec · Ecuador                | 1.ª           | 2022          | 0     | 0     | 0                | 0                | 0                     | 0                     | 0     | 0     |
| Emelec · Ecuador                | Total club    | Total club    | 19    | 0     | 1                | 0                | 4                     | 0                     | 24    | 0     |
| Técnico Universitario · Ecuador | 1.ª           | 2023          | 19    | 3     | —                | —                | —                     | —                     | 19    | 3     |
| Técnico Universitario · Ecuador | 1.ª           | 2024          | 22    | 1     | 3                | 2                | 1                     | 0                     | 26    | 3     |
| Técnico Universitario · Ecuador | 1.ª           | 2025          | 13    | 1     | 0                | 0                | —                     | —                     | 13    | 1     |
| Técnico Universitario · Ecuador | Total club    | Total club    | 121   | 13    | 9                | 3                | 1                     | 0                     | 131   | 16    |
| Total carrera                   | Total carrera | Total carrera | 191   | 18    | 10               | 3                | 5                     | 0                     | 206   | 21    |
| 1. 2.                           |               |               |       |       |                  |                  |                       |                       |       |       |